# 中山美香
中山 美香（なかやま みか、1979年6月20日 - ）は、日本のフリーアナウンサー。セント・フォース所属。埼玉県出身。武南高等学校、武蔵大学人文学部欧米文学科フランス文化専攻卒業。身長165cm。血液型B型。

## 来歴
武南高校在学中、TBSの『サンデーモーニング』でリポーターを務めていたことがある。
武蔵大学卒業後、2001年4月にテレビ愛知に入社。同局在籍中は地上デジタル放送推進大使を務めていた。2006年9月にテレビ愛知を退社し、セント・フォースに所属した。
私生活では2008年に結婚したが、2010年に離婚した。その後の2013年1月3日、入籍したことを自身のブログで公表した。
2020年9月25日、不妊治療を経て41歳にして第1子を妊娠したことを発表した。

## 現在の担当番組
- スッキリ!! （日本テレビ、リポーター）
- ニュースストリーム（日テレG+→YOMIURI ONLINE）

## 過去の担当番組

### 学生時代
- サンデーモーニング（TBS、リポーター）

### テレビ愛知
- みっちゃく☆（リポーター）
- オイシイ!とこドリ
- 竜鯱2
- 情報満載（前期アシスタント）
- ニュース&ワイド マイユウ! （「エンタメ」担当）
- 健康ワンダフル（リポーター）
- 海においでよ! （ナレーター）
- Big Wave〜波に乗れ!ナゴヤの地デジ

### フリー転向後
- 読売新聞ニュース（日テレG+）
- ジャイアンツ広場（日テレG+、ナレーター）
- J:COM TV NAVI （J:COM）
- Radio SCOPE（TBSラジオ）